# ماهامبو
ماهامبو هي بلدة تقع في منطقة أنالانجيروفو بشرق مدغشقر، يبلغ عدد سكان البلدة حوالي 26،000 نسمة وفقًا لإحصاء عام 2001.